# Liste des matchs de l'équipe d'Érythrée de football par adversaire
Cette liste présente les matchs de l'équipe d'Érythrée de football par adversaire rencontré. Lorsqu'une rivalité footballistique particulière existe entre l'Érythrée et un autre pays, une page spécifique est parfois proposée.
- Haut – A
- B
- C
- D
- E
- F
- G
- H
- I
- J
- K
- L
- M
- N
- O
- P
- Q
- R
- S
- T
- U
- V
- W
- X
- Y
- Z

## A

### Angola
Confrontations entre l'Angola et l'Érythrée :
| Date         | Lieu            | Match             | Score | Compétition                                 |
| 25 mars 2007 | Luanda Angola   | Angola - Érythrée | 6-1   | Qualifications pour la Coupe d'Afrique 2008 |
| 2 juin 2007  | Asmara Érythrée | Érythrée - Angola | 1-1   | Qualifications pour la Coupe d'Afrique 2008 |

Bilan
- Total de matchs disputés : 2
- Victoires de l'équipe d'Angola : 1
- Victoires de l'équipe d'Érythrée : 0
- Match nul : 0

## S

### Sénégal
Confrontations entre le Sénégal et l'Érythrée :
| Date            | Lieu   | Match              | Score | Compétition                     |
| 18 juillet 1999 | Dakar  | Sénégal - Érythrée | 6-2   | Qualifications pour la CAN 2010 |
| 20 août 1999    | Asmara | Érythrée - Sénégal | 0-2   | Qualifications pour la CAN 2010 |

Bilan
- Total de matchs disputés : 2
- Victoires de l'équipe du Sénégal : 2
- Victoires de l'équipe d'Érythrée : 0
- Match nul : 0

### Seychelles
| Date             | Lieu                 | Match                 | Score | Compétition                                     |
| 8 septembre 2002 | Victoria, Seychelles | Seychelles - Érythrée | 1-0   | Qualifications Coupe d'Afrique des nations 2004 |
| 21 juin 2003     | Asmara, Érythrée     | Érythrée - Seychelles | 1-0   | Qualifications Coupe d'Afrique des nations 2004 |

### Somalie

#### Confrontations
Confrontations entre la Somalie et l'Érythrée :
|   | Date             | Lieu    | Match              | Score | Compétition                           |
| - | ---------------- | ------- | ------------------ | ----- | ------------------------------------- |
| 1 | 14 décembre 2001 | Kigali  | Érythrée - Somalie | 0-0   | Coupe CECAFA des nations 2001 (gr. A) |
| 2 | 5 décembre 2009  | Nairobi | Somalie - Érythrée | 1-3   | Coupe CECAFA des nations 2009 (gr. B) |

#### Bilan
Au 4 mai 2019 :
- Total de matchs disputés : 2
- Victoires de la Somalie : 0
- Matchs nuls : 1
- Victoires de l'Érythrée : 1
- Total de buts marqués par la Somalie : 1
- Total de buts marqués par l'Érythrée : 3